# Юозапайтис, Леонас
Леонас Юозапайтис (лит. Leonas Juozapaitis; 28 ноября 1901, Вильнюс — 13 августа 1980, Каунас) — литовский футболист, полузащитник, легкоатлет, баскетболист. Выступал за сборную Литвы по футболу, участник Олимпиады-1924.

## Биография
Родился и провёл детство в Вильнюсе, где в 1920 году окончил гимназию имени Витаутаса Великого. Однако в том же году покинул Вильнюс, после того как город вошёл в состав Польши, и перебрался в Каунас. Окончил Каунасскую военную школу (1923) и впоследствии служил в литовской армии в офицерских званиях. После присоединения Литвы к СССР в 1940—1956 годах находился в ссылке в Сибири.
Был одним из пионеров спорта в Литве. Представлял клуб ЛФЛС (Каунас) в соревнованиях по футболу, лёгкой атлетике, баскетболу. Серебряный призёр первого чемпионата Литвы по лёгкой атлетике (1921) в беге на 1500 м. В 1922 году стал двукратным чемпионом страны — в беге на 5000 и 10000 м. Становился рекордсменом Литвы на трёх различных дистанциях — 1000 м (3:02,1 — 1922), 5000 м (18:30,0 — 1921), 10 000 м (42:01,5 — 1922).
В 1922 году принимал участие в первых в стране соревнованиях по баскетболу в составе команды ЛФЛС.
В футболе дважды становился чемпионом Литвы (1922, 1923). Принял участие в первом официальном матче сборной Литвы — 24 июня 1923 года против Эстонии (0:5). Принимал участие в футбольном турнире Олимпиады-1924, вышел на поле в единственном матче своей сборной против Швейцарии (0:9). Всего в 1923—1924 годах сыграл 4 матча за сборную, все они были проиграны. Также занимался судейством футбольных матчей.
Награждён медалью ордена великого князя литовского Гядиминаса 3-й степени.